# Douniani
Douniani  est une ville de l'Union des Comores, situé sur l'île de Grande Comore. En 2012, sa population est estimée à 2 031 habitants.